# Westminster School

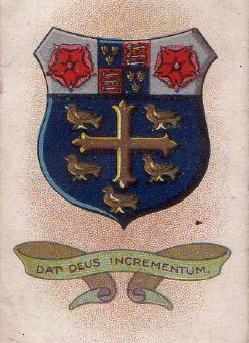
Erb školy

Westminster School Royal College svatého Petra ve Westminsteru, známá jako Westminster School, je jedna z významných britských nezávislých škol s nejvyšší mírou přijetí na Oxford a Cambridge v porovnání s jakoukoliv jinou střední školou v Británii. Stojí v areálu Westminsterského opatství v centru Londýna, její historie sahá až do 11. století. Mezi pozoruhodné absolventy školy patří Ben Jonson, Robert Hooke, Christopher Wren, John Locke, Jeremy Bentham, Edward Gibbon, Henry Mayhew, A.A. Milne, Helena Bonham-Carter, Jason Kouchak, Gavin Rossdale, Dido, Tony Benn a sedm premiérů.
Škola tradičně podporuje samostatnost a individuální myšlení. Chlapci jsou přijati do "nižší" školy v sedmi letech a do "vyšší" školy ve věku třinácti let. Dívky jsou přijaty pouze ve věku šestnácti let. Škola má okolo 750 žáků, přibližně čtvrtina zde bydlí, ale většina studentů jezdí domů o víkendech po sobotním ranním rozvrhu.
Westminster School je jedna z původních devíti britských středních škol, jak je definováno v Public Schools Act (Zákon o veřejných školách) 1868.

## Historie

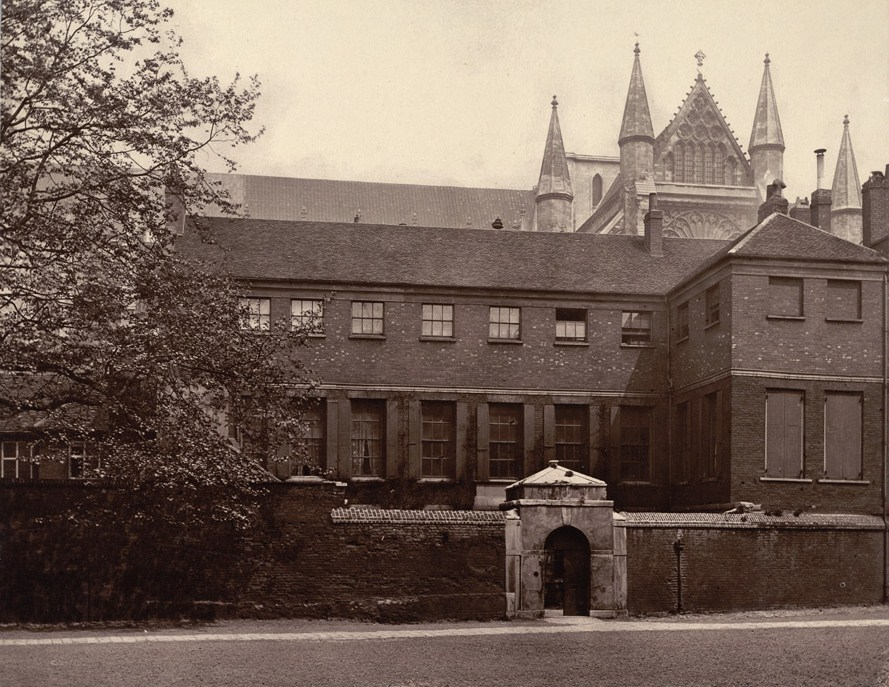
Ashburnham House v roce 1880

Je pravděpodobné, že školáci byli na počátku vyučováni mnichy, přesto je škola od roku 1179 veřejnou (tj. k dispozici pro veřejnost, studium na vlastní náklady). Rozhodl tak dekret papeže Alexandra III, kterým projevil žádost k benediktinům z opatství ve Westminsteru, aby založili charitativní školu pro místní chlapce. Části budovy školy sahají až do 11. století.
Toto uspořádání se změnilo v roce 1540, když Henry VIII nařídil rozpuštění klášterů v Anglii, ale zajistil zachování škol královskou listinou. Vysoká škola svatého Petra byla zachována se čtyřiceti "královskými učenci", financovanými z královské pokladny. Během krátké vlády Marie I. bylo opatství znovu obnoveno jako římský katolický klášter. Škola má několik budov, které byly původně obydleny mnichy.
Camden byl první mezinárodně známý ředitel školy, ale Dr. Busby založil pověst školy na několik dalších stovek let, díky svému klasickému způsobu učení a "nemilosrdné" disciplíně. Busby se veřejně modlil pro bezpečnost koruny, také právě v den popravy Karla I. Zamkl chlapce vevnitř, aby jim zabránil jít se dívat na popravu. Bez ohledu na politiky, bil beze strachu monarchistické a puritánské chlapce. Busby se také podílel na pohřebním průvodu Olivera Cromwella v 1658, když se Robertu Uvedaleovi, žáku z Westminsteru, podařilo chytnout královský štítek se jménem, zavěšený na rakvi (štítek byl darován škole jeho rodinou o 200 let později). Busby zůstal v úřadu po celou dobu občanské války a Commonwealthu, kdy byla škola řízena parlamentními komisaři.
V roce 1679 na škole skupina učenců zabila rychtáře, údajně na obranu opatství. Dr. Busby dostal pro své učence královskou milost od Charlesa II, a dodal, že náklady uhradí ze školní pokladny.
Během 16. století se ve škole vzdělávali spisovatelé jako například Ben Jonson a Richard Hakluyt, v 17. století básník John Dryden, filosof John Locke, vědec Robert Hooke, skladatel Henry Purcell a architekt Christopher Wren, a v 18. století filosof Jeremy Bentham a několik ministrů a dalších státníků, studovali zde politici všech stran a mnoho umělců.
Až do 19. století se vzdělávací program skládal z latiny, řečtiny, arabštiny a hebrejštiny. Westminsterští chlapci nebyli kontrolováni mimo vyučování a ve městě, ale blízkost školy k paláci Westminster zaručovala, že politici si byli dobře vědomi chování chlapců. Po zveřejnění školského zákona (1868) v reakci na Clarendonské zprávy ohledně finančních a jiných nekalých praktik na devíti předních veřejných školách, se škola začala blížit její moderní formě. Na rozdíl od ostatních veřejných škol se Westminster nepřizpůsobil většině širších změn, spojených s Viktoriánským étosem Thomase Arnolda, jako byl například větší důraz na týmovou práci než na rozvoj individuálního ducha, škola si udržela většinu svých dřívějších hodnot. Navzdory mnoha tlakům, včetně evakuace a ničení školní střechy během Blitz, se škola také odmítla vystěhovat z centra Londýna spolu s dalšími významnými školami jako Charterhouse a St.Paul‘s, a zůstala na svém původním místě, nacházejícím se v blízkosti centra církve a státu.
Westminsterská „nižší“ škola vznikla v roce 1943, jako přípravná, každodenní škola pro žáky ve věku od 8 do 13 (dnes 7 až 13). „Nižší“ škola se poté přestěhovala na Vincent Square. Aktuální ředitelkou je paní Elizabeth Hill.
V roce 1967 byla přijata na „vyšší“ školu první studentka ženského pohlaví. Od roku 1973 jsou dívky běžně přijímány. V roce 1981 byla vytvořena samostatná kolej pro dívky.
V roce 2005 byla škola hodnocena podle The Times jako jedna z padesáti nejlepších soukromých škol.
V roce 2007 škola kladně reagovala na výzvu, aby se stala sponzorem Pimlico School, která měla být přestavěna na akademii. Městská rada ve Westminsteru však zvolila za sponzora Johna Nashe, podnikatele, který vlastní neziskovou skupinu škol Alpha-Plus.
V roce 2010 škola spolu s Westminsterským opatstvím hostila akci na oslavu 450. výročí udělení instituce královské listiny. Královna Elizabeth II byla hostem a při této příležitosti představila sochu své jmenovkyně na dvoře děkana. Socha zakladatelky školy byla vytvořena sochaři ze Starého Westminster Matthew.

## Lokalizace

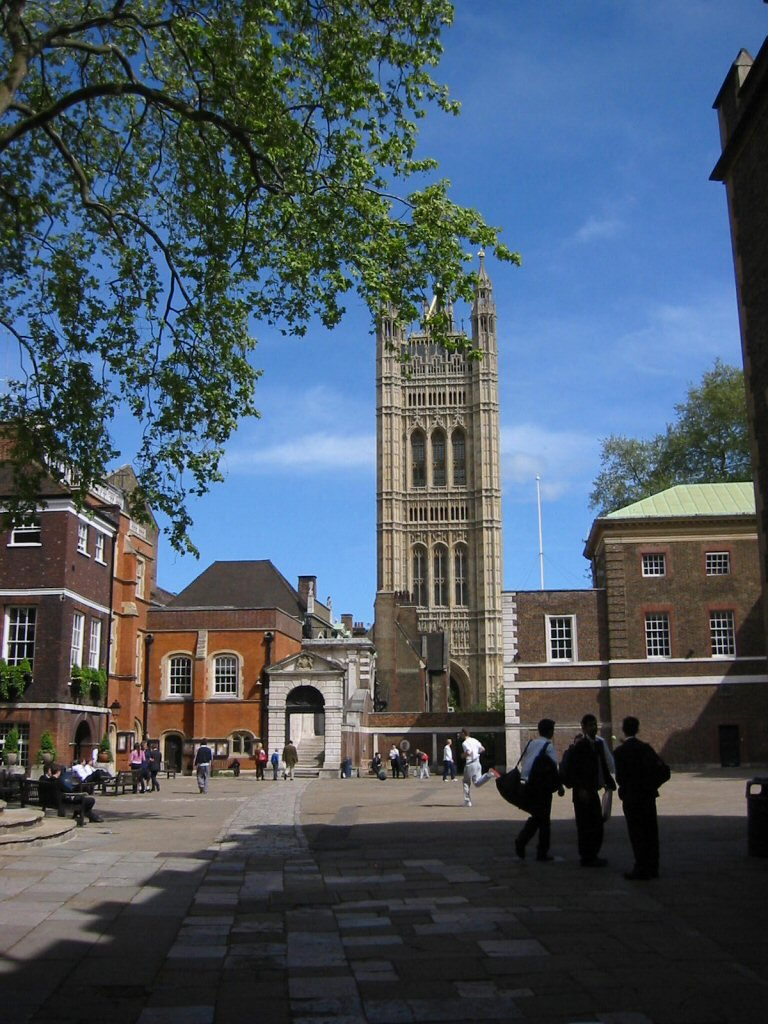
Yard

Škola se nachází v zděném areálu bývalého kláštera ve Westminsterském opatství. Její hlavní budovy obklopují soukromé “Malé náměstí děkana“(známé jako „Yard"). Tam se mimo Yardu nachází také sídlo Anglikánské církve. Dále některé koleje, společenská místnost a College Hall.
Školní zahrada, na východ od Malého náměstí děkana, je považována za nejstarší zahradu v Anglii, je o ní pečováno více než tisíc let. Hned za ní se tyčí Victoria Tower, patřící Parlamentu. Královnini učenci mají zvláštní právo vstupu do poslanecké sněmovny. Na sever od zahrady stojí tmavý klášter, který vede přímo do opatství a slouží jako školní kaple.
Školní hřiště jsou půl míle daleko, na Vincent Square, která nechal děkan Vincent vytvořit pro školu. Loděnice teď stojí na cestě ze školy k Putney, kde se také používá na Oxfordské a Cambridgeské lodní trasy.

## Přestup na univerzity
Podle zprávy Sutton Trust, má Westminster School nejvyšší průměrnou míru přijetí na Oxford a Cambridge v období od roku 2002 až do roku 2007 mezi všemi školami, až 49,9%. V roce 2005 se 77 studentů z Westminster School dostalo na Oxbridge. Také má 85,6% úspěšnost přijetí na (podle Sutton Trust) 13 nejlepších univerzit, zveřejnil výzkum ve Velké Británii.

## Westminsterské pojmenování
Westminster School má neobvyklý systém pro pojmenování školních roků, což může zmást ty, kteří nejsou obeznámeni se školním systémem.
| Year 9  | Fifth Form         |
| Year 10 | Lower Shell        |
| Year 11 | Upper Shell (GCSE) |
| Year 12 | Sixth Form (AS)    |
| Year 13 | Remove (A2)        |

Lower a Upper Shell jsou pojmenovány podle tvaru výklenku podobného mušli. První funkční období akademického roku, od září do prosince, je známé jako Play Term. Druhý termín, od ledna do Velikonoc, se nazývá Lent Term. Třetí termín akademického roku, od dubna do července, je Election Term. To je termín, ve kterém jsou voleni noví učenci namísto těch, kteří byli přijati na vysoké školy.

## Domy
Škola je rozdělena do 11 domů, z nichž některé jsou "denními domy" (přijímají jen „denní studenty“). Domy jsou pojmenovány podle lidí, kteří mají k budově nebo ke škole nějaký vztah - především bývalí studenti Westminster School, ale mohou být pojmenovány také po ředitelích. Grant’s je nejstarší budova, a to nejen ve Westminsteru, ale v jakékoli veřejné škole.
Domy jsou zaměřeny na sociální a sportovní aktivity, stejně také jako ubytování pro studenty. Většina domů je pohlavně smíšená a všechny domy přijímají dívky. Pouze Busby‘s, Liddell‘s a Purcella‘s zajišťují internátní ubytování jen pro dívky.
Každý dům má specifické barvy, které se nosí na kravatách, určených pro různé příležitosti, a zároveň jakožto reprezentace domu. Existují také růžově pruhované kravaty, udělované při úspěchu dosaženém při reprezentaci celé školy. Množství růžové barvy se odvíjí od velikosti úspěchu.

## Sport

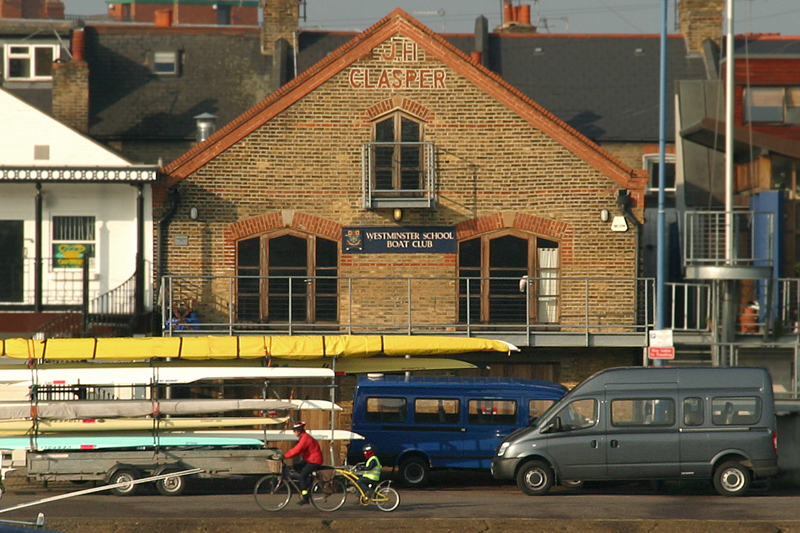
Westminster School Boat Club

Studenti Westminster School bývají často úspěšní v mezinárodních soutěžích (např. ve veslování).
Westminster School Boat Club je jedním z nejstarších veslařských klubů na světě, který se nachází na řece Temži. The Oxford University Boat Club využívá Westminsterského „lodního domu“ v Putney na Oxfordský a Cambridgeský lodní závod na Temži. Loděnice byla přestavěna v roce 1997, a vyhrála konstrukční Wandsworth ocenění v roce 1999. Školní barva je růžová. Westminsterští veslaři závodili s Eton College za právo nosit růžovou. Vypráví se, že jeden rok při Eton-Westminster veslařských závodech, dorazily obě posádky v růžových uniformách, růžová byla v té době v módě. Posádka Eton College koupila světle modrou stuhu (která se později stala standardní barvou Eton College), aby se od druhé posádky odlišila, ale posádka Westminster School vyhrála závod a právo nosit růžovou na neomezenou dobu. Jediný problém nastává, když závodí Westminster School s Abingdon School, která také nosí růžovou.
Škola má hlavní sportovní hřiště nedaleko na Vincent Square, jsou však omezena na fotbal a kriket (v hlavní oblasti) a tenis a nohejbal na kurtech. Nejsou dostatečně velká, aby všichni studenti dělali tyto sporty současně v jednu chvíli (fotbalová hřiště jsou na léto předělaná na kriketová hřiště). Proto škola najímá a vlastní další sportovní areály v blízkosti školy. Mezi ně patří také nejstarší vodácký klub na světě, hřiště AstroTurf v Battersea a šermířské centrum.
Westminster hrál poprvé kriketový zápase proti Charterhouse School v roce 1794 a od roku 1796 hraje kriket proti Eton College.

## Ředitelé
- 2005- Dr Stephen Spurr
- 1998-2005 Tristram Jones-Parry
- 1986-1998 David Summerscale
- 1970-1986 John Malcolm Rae
- 1957-1970 John Dudley Carleton
- 1950-1957 Walter Hamilton
- 1937-1950 John Traill Christie
- 1919-1936 Harold Costley-White
- 1901-1919 Dr James Gow
- 1883-1901 William Gunion Rutherford
- 1855-1883 Revd Charles Broderick Scott
- 1846-1855 Henry George Liddell
- 1828-1846 Richard Williamson
- 1819-1828 Edmund Goodenough
- 1815-1819 William Page
- 1803-1814 William Carey
- 1788-1802 Dean William Vincent
- 1764-1788 Samuel Smith
- 1764 John Hinchliffe
- 1753-1764 William Markham
- 1733-1753 John Nicoll
- 1711-1733 Robert Freind
- 1695-1711 Thomas Knipe
- 1639-1695 Dr Richard Busby
- 1622-1639 Lambert Osbaldeston
- 1610-1621 John Wilson
- 1598-1610 Richard Ireland
- 1593-1597 William Camden
- 1572-1592 Edward Grant
- 1570-1572 Francis Howlyn
- 1564-1570 Thomas Browne
- 1563 John Randall
- 1562 Robert Rolle
- 1557 John Passey
- 1555-1556 Nicholas Udall
- 1543-1555 Alexander Nowell
- 1540 John Adams